# کارو (میشیگان)
کارو، میشیگان (به انگلیسی: Caro, Michigan) یک شهر در ایالات متحده آمریکا با جمعیت ۴٬۲۲۹ نفر است که در میشیگان واقع شده‌است.

## موقعیت جغرافیایی
موقعیت جغرافیایی شهرها و مناطق اطراف به شرح زیر است: